# Aglyptodactylus securifer
Aglyptodactylus securifer es una especie de rana, de la familia Mantellidae, endémica de Madagascar.
Sus hábitats naturales son los bosques secos tropicales y subtropicales, bosques húmedos de baja altitud tropicales y subtropicales, ríos intermitentes, pantanos y zonas pantanosas de agua dulce y marismas intermitentes de agua dulce.
Se encuentra amenazada por la perdida de hábitat.